# Den starkes rätt
Den starkes rätt är ett uttryck som ofta används i sammanhang där någon har så mycket makt att denne kan ignorera rådande regelverk helt eller delvis och ändå komma undan med det, till exempel en militär supermakt kan göra detta med vapen, en lokal buse kan göra det med våld och hot om våld som dessutom skrämmer vittnen så att de inte vågar vittna. Principen förekommer även i ekonomiska och politiska sammanhang, där den oftast i fallande skala betraktas som alltmer befogad och godkänd som vanlig förhandling respektive korrekt utövad demokrati.
I tvister mellan en stark och en svagare part (till exempel vid patentintrång eller förtal i tidningar) händer att den svagare får lägga sig inför risken att tvingas betala höga advokatarvoden och andra rättegångskostnader även om den starkare egentligen har sämre rätt men kan anlita bättre advokater och har en uthålligare ekonomi.